# Gidófalva község
Gidófalva község (románul: Comuna Ghidfalău) község Kovászna megyében, Romániában. Központja Gidófalva, beosztott falvai Angyalos, Fotosmartonos, Étfalvazoltán.

## Népessége
A 2011-es népszámlálás adatai alapján a község népessége 2660 fő volt.